# 聖ペテロ堂 (嘉義市)
聖ペテロ堂（せいペテロどう、中国語: 聖彼得堂）は、台湾の嘉義市東区にある台湾聖公会の教会。住所は東区興中街8号。

## 教会事始め
- 1957年、ジョン・カトン師（Rev. John Caton）とリチャード・ヨウ師（Rev. Richard Yoh）がそれぞれ台北と台南から嘉義を訪れ、アルコール・タバコ専売局嘉義支局（建物は日本時代のもので後に嘉義市歴史博物館に改装：菸酒公賣局嘉義分局）の張道樞局長（もと中華聖公会江蘇教区）を訪問した。この週のうちに、嘉義タバコ・アルコール専売局秘書の張桃樹氏の自宅で家族集会を開催した。その後、礼拝は日曜日の午後に行われて、月に一度は台南から司祭が来て、聖餐式と聖書研究会も行われた。[1]

- 1958年秋、朝陽里国華街1巷3号に日本式家屋を借り、教会を設立した。

- 10月19日（日）に集会を始め、10月26日（日）に隔週で甘納徳台湾聖公会主教によって聖別され、「聖ペトロ教会」と名付けられた。

- 1959年3月8日、甘納徳主教がこの教会を訪れ、6人の兄弟姉妹の最初の堅信式を行った。同年、甘納徳主教はアメリカから陸安文（Miss An-Ven Loh）を招いて、教区全体のキリスト教宗教教育主任として異動させた。在任中、彼女は英語聖書研究会、青少年フェローシップ、女性フェローシップを組織し、教会は発展していった。

## 礼拝時間
主日礼拝は、
- 毎週主日 10:30 国語
- 第四主日 9:00 台湾語

## 参照項目
- 台湾聖公会